# George Lisle Clutton
Sir George Lisle Clutton KCMG (* 5. März 1909; † 1970) war ein britischer Diplomat.

## Leben
George Lisle Clutton war eines von sieben Kindern des Ralph Philip, Kapitän der Royal Navy.
Er studierte an der Bedford School und dem Merton College in Oxford.
Von 1934 bis 1939 wurde er im Department of Printed des Britischen Museum beschäftigt.
Von 1939 bis 1940 wurde er von der British Army eingesetzt.
Von 1940 bis 1944 wurde er im Foreign and Commonwealth Office (FCO) beschäftigt.
von 1944 bis 1946 wurde er an der Botschaft in Stockholm beschäftigt.
Von 1946 bis 1948 wurde er an der Botschaft in Belgrad beschäftigt.
Von 1948 bis 1950 leitete er die Abteilung Afrika im FCO.
Von 1950 bis 1952 war er Gesandter in Japan.
Von 1952 bis 1955 war er im FCO Vertrauensperson des MI6. Anthony Eden wollte die Anglo-Persian Oil Company vor dem Wettbewerb durch  US-Mineralölunternehmen schützen deshalb lehnte er die Koordination der Operation Ajax mit der Operation Boot, wie die Maßnahmen zum Sturz von Mohammad Mossadegh von den Briten bezeichnet wurden, ab. Im Januar 1953 intervenierte John Alexander Sinclair bei Christopher Montague Woodhouse, Norman Matthew Darbyshire und George Lisle Clutton um den Plan einer britischen Beteiligung an der Operation Ajax weiter zu verfolgen.
Von 1955 bis 1959 war George Lisle Clutton Botschafter in Manila.